# Esqui estilo livre nos Jogos Olímpicos de Inverno de 2014 - Slopestyle masculino

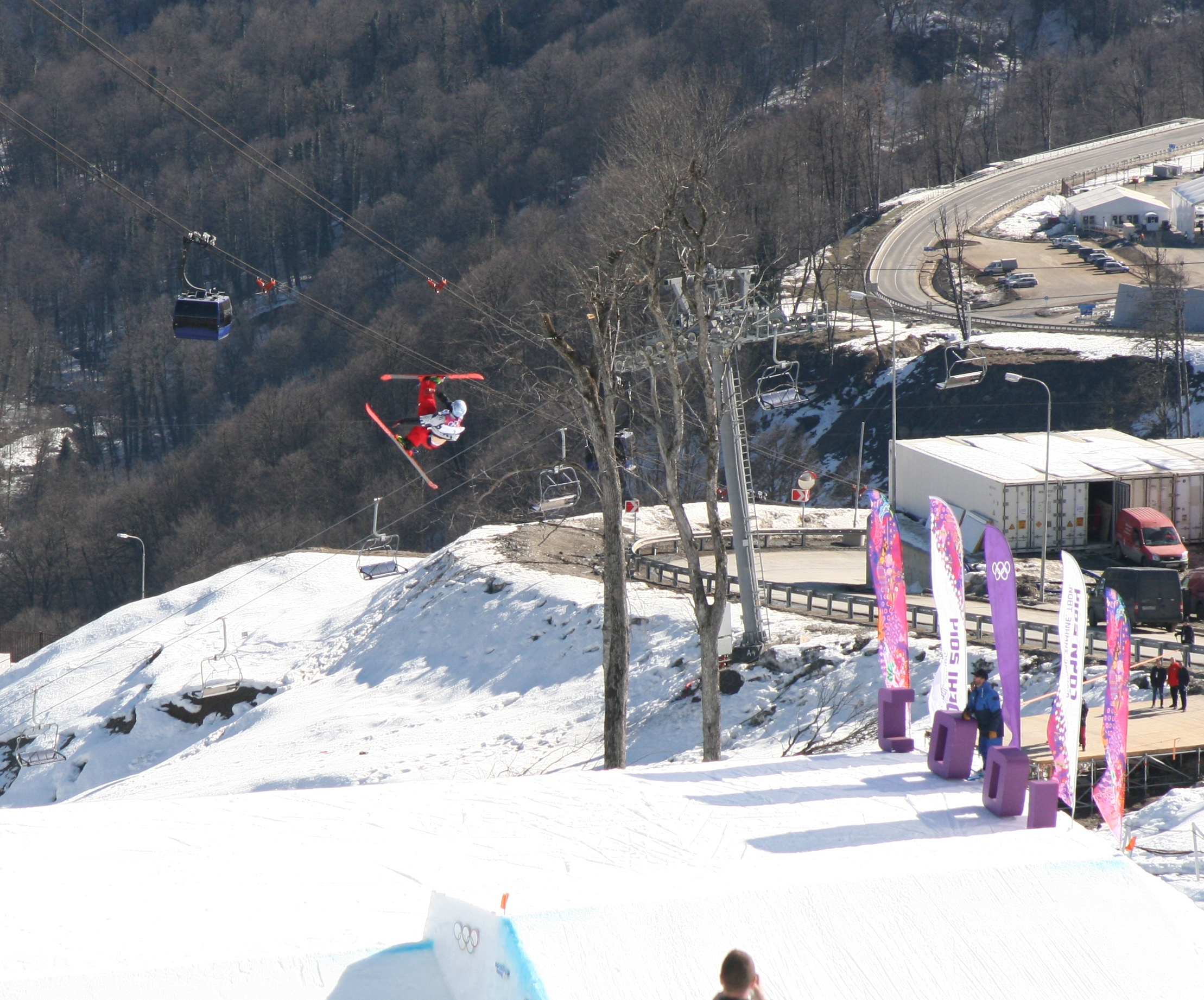
Esquiador durante a competição no Parque Extreme Rosa Khutor

A competição do slopestyle masculino do esqui estilo livre nos Jogos Olímpicos de Inverno de 2014 ocorreu no dia 13 de fevereiro no Parque Extreme Rosa Khutor, na Clareira Vermelha em Sóchi.

## Medalhistas
| Ouro   | USA Joss Christensen |
| Prata  | USA Gus Kenworthy    |
| Bronze | USA Nick Goepper     |

## Programação
Horário local (UTC+4).
| Data            | Horário | Evento       |
| --------------- | ------- | ------------ |
| 13 de fevereiro | 10:15   | Qualificação |
| 13 de fevereiro | 13:30   | Final        |

## Resultados

### Qualificação
| Pos. | Bib | Atleta                     | 1ª descida | 2ª descida | Melhor | Notas |
| ---- | --- | -------------------------- | ---------- | ---------- | ------ | ----- |
| 1    | 34  | USA Joss Christensen       | 91.0       | 93.2       | 93.2   | Q     |
| 2    | 9   | NOR Andreas Håtveit        | 88.0       | 87.4       | 88.0   | Q     |
| 3    | 7   | GBR James Woods            | 87.2       | 40.0       | 87.2   | Q     |
| 4    | 1   | USA Nick Goepper           | 14.8       | 87.0       | 87.0   | Q     |
| 5    | 8   | USA Gus Kenworthy          | 86.4       | 85.8       | 86.4   | Q     |
| 6    | 14  | CAN Alex Beaulieu-Marchand | 20.0       | 85.6       | 85.6   | Q     |
| 7    | 5   | AUS Russ Henshaw           | 84.6       | 83.4       | 84.6   | Q     |
| 8    | 30  | NOR Øystein Bråten         | 79.2       | 84.2       | 84.2   | Q     |
| 9    | 15  | NOR Aleksander Aurdal      | 67.0       | 83.8       | 83.8   | Q     |
| 10   | 4   | NZL Josiah Wells           | 82.8       | 83.4       | 83.4   | Q     |
| 11   | 25  | SWE Henrik Harlaut         | 29.2       | 83.2       | 83.2   | Q     |
| 12   | 3   | USA Bobby Brown            | 3.4        | 83.0       | 83.0   | Q     |
| 13   | 17  | FIN Antti Ollila           | 81.4       | 31.6       | 81.4   |       |
| 14   | 26  | AUT Luca Tribondeau        | 80.2       | 80.8       | 80.8   |       |
| 15   | 31  | ITA Markus Eder            | 11.8       | 79.0       | 79.0   |       |
| 16   | 11  | SUI Kai Mahler             | 76.2       | 29.0       | 76.2   |       |
| 17   | 28  | NOR Per Kristian Hunder    | 15.6       | 75.4       | 75.4   |       |
| 18   | 16  | SWE Oscar Wester           | 72.8       | 28.8       | 72.8   |       |
| 19   | 27  | FRA Jérémy Pancras         | 68.0       | 69.4       | 69.4   |       |
| 20   | 36  | GER Benedikt Mayr          | 67.6       | 7.2        | 67.6   |       |
| 21   | 35  | NZL Beau-James Wells       | 36.0       | 66.6       | 66.6   |       |
| 22   | 13  | SUI Elias Ambühl           | 58.0       | 65.8       | 65.8   |       |
| 23   | 10  | SUI Fabian Bösch           | 11.8       | 63.0       | 63.0   |       |
| 24   | 2   | SWE Jesper Tjäder          | 61.0       | 14.2       | 61.0   |       |
| 25   | 32  | FIN Otso Räisänen          | 59.6       | 56.2       | 59.6   |       |
| 26   | 39  | CZE Marek Skála            | 51.6       | 54.6       | 54.6   |       |
| 27   | 29  | FRA Antoine Adelisse       | 54.2       | 50.4       | 54.2   |       |
| 28   | 40  | RUS Pavel Korpachev        | 46.4       | 43.6       | 46.4   |       |
| 29   | 37  | FIN Lauri Kivari           | 45.8       | 2.8        | 45.8   |       |
| 30   | 38  | FRA Jules Bonnaire         | 2.2        | 40.0       | 40.0   |       |
| 31   | 33  | FIN Aleksi Patja           | 10.8       | 12.0       | 12.0   |       |
| 32   | 20  | SUI Luca Schuler           | 6.8        | 5.2        | 6.8    |       |

### Final
| Pos.              | Bib | Atleta                     | 1ª descida | 2ª descida | Melhor | Notas |
| ----------------- | --- | -------------------------- | ---------- | ---------- | ------ | ----- |
| Medalha de ouro   | 34  | USA Joss Christensen       | 95.80      | 93.80      | 95.80  |       |
| Medalha de prata  | 8   | USA Gus Kenworthy          | 31.00      | 93.60      | 93.60  |       |
| Medalha de bronze | 1   | USA Nick Goepper           | 92.40      | 61.80      | 92.40  |       |
| 4                 | 9   | NOR Andreas Håtveit        | 89.60      | 91.80      | 91.80  |       |
| 5                 | 7   | GBR James Woods            | 86.60      | 78.40      | 86.60  |       |
| 6                 | 25  | SWE Henrik Harlaut         | 83.80      | 84.40      | 84.40  |       |
| 7                 | 15  | NOR Aleksander Aurdal      | 70.00      | 81.80      | 81.80  |       |
| 8                 | 5   | AUS Russ Henshaw           | 80.40      | 28.80      | 80.40  |       |
| 9                 | 3   | USA Bobby Brown            | 29.20      | 78.40      | 78.40  |       |
| 10                | 30  | NOR Øystein Bråten         | 66.40      | 65.80      | 66.40  |       |
| 11                | 4   | NZL Josiah Wells           | 60.60      | 50.00      | 60.60  |       |
| 12                | 14  | CAN Alex Beaulieu-Marchand | 5.00       | 21.40      | 21.40  |       |

Legenda
| Recorde mundial      | Recorde mundial (World record)               |                       | Recorde africano                      | Recorde africano (African) |                                           | Q | Classificado por posição (Qualified) |
| Recorde olímpico     | Recorde olímpico (Olympic record)            | Recorde da América    | Recorde da América (Americas)         | q                          | Classificado por melhor tempo (Qualified) |   |                                      |
| Melhor marca do ano  | Melhor marca do ano (World leading)          | Recorde asiático      | Recorde asiático (Asian)              | DNS                        | Não largou (Did not start)                |   |                                      |
| Recorde nacional     | Recorde nacional (National record)           | Recorde europeu       | Recorde europeu (European)            | DNF                        | Não terminou (Did not finish)             |   |                                      |
| Recorde pessoal      | Recorde pessoal do atleta (Personal best)    | Recorde da Oceania    | Recorde da Oceania (Oceania)          | DSQ / DQ                   | Desclassificado (Disqualified)            |   |                                      |
| Recorde da temporada | Recorde da temporada do atleta (Season best) | Recorde sul-americano | Recorde sul-americano (South America) | NM                         | Sem marca (No mark)                       |   |                                      |